# Рязанцев, Григорий Петрович
Григорий Петрович Рязанцев  (Резанцев) (1798—1875) — российский врач и писатель
.

## Биография
Доктор медицины; медицинское образование получил на медицинском факультете Московского Университета, где был казеннокоштным воспитанником; окончил курс докторантом, а 21-го июля 1824 г. получил степень доктора медицины и звание акушера. Докторская диссертация — «Dissertatio inaugur. medico-legale de praestantia vasorum utensilium», M. 1824, 8°. В том же 1824 году стал коллежским асессором.
Молодого доктора определили (20-го августа 1824 г.) акушером Архангельской врачебной управы.
Через три года, в 1827 году, Григорий Петрович Рязанцев взял в жены Пелагею Гавриловну Гусеву — дочь управляющего Архангельской конторой Коммерческого банка. В 1830 году Рязанцев получил награду в виде бриллиантового перстня. В 1833 г. переведен на ту же должность в Новгород. В 1835 г. получив в Московском университете звание Инспектора Врачебной управы, получил назначение в Оренбургскую губернию (территории современного Башкортостана, Оренбургской и Челябинской областей с окрестностями). Рязанцев стал инспектором Оренбургской врачебной управы — «министр здравоохранения» Оренбургской губернии.
Жила семья Рязанцевых в Уфе. В 1839 году Рязанцев стал статским советником. В мае 1841 года купил имение в Жуково Уфимского уезда. Таким образом, у Рязанцевых стало имение с 860 десятинами земли и большой дом в городе Уфе на углу улиц Бекетовской и Приютской (ныне — Социалистическая и Кирова). Дом этот не сохранился, на его месте теперь построен пятиэтажный дом (Кирова № 8).
В «Списке лиц недворянского происхождения, приобретших потомственное дворянство по Манифесту 11 июня 1845 года» числился инспектор Оренбургской врачебной управы Григорий Петрович Рязанцев.
В октябре 1845 года уфимский врач заложил поместье на 26 лет за 8890 рублей. Повторный перезалог хозяин имения оформил в октябре 1861 года. Тогда, по результатам переписи, в Жуково было 273 крепостных крестьян обоего пола.
В 1851 Рязанцев получил орден св. Анны 2-й степени.
11 декабря 1858 года назначен членом Оренбургского губернского дворянского комитета по устройству быта помещичьих крестьян от Уфимского уезда. В числе трех, кроме Г. С. Аксакова и Я. К. Карташевского, был избран в редакционную комиссию.
В июне 1862 года указывалось: «по продолжению городьбы господской усадьбы» и до речушки Чермышки, а далее «до городьбы господского коноплянника».
В 1863 году Г. П. Резанцев перевёл крестьян на выкуп за 17 040 рублей. Из этой суммы был вычтен долг (5749 руб. 72 коп.). Итого медик получил 11 290 руб. 28 коп. в основном ценными бумагами.
12 июня 1864 сын Рязанцевых — Петр венчался с Людмилой Федоровной Ильиной, в Уфе, в Ильинской церкви. Ко времени женитьбы П. Рязанцев, окончил Казанский университет и служил судебным следователем в Уфе, был действительным членом Уфимского губернского статистического комитета и членом Уфимского Попечительного комитета о бедных.
19-го июля 1869 г. — действительный статский советник.
В 1872 году почётный врач уходит в отставку, получив в виде особой Монаршей милости пенсию в 1200 рублей в год. После отставки читал лекции в местной Семинарии.
В январе 1874 года Рязанцева разбил паралич, и больше не вставал с постели. Самоотверженно ухаживавшая за ним супруга не вынесла потрясений и умерла 30 июня, «тихо скончалась», опередив любимого мужа. 15 февраля 1875 года Григорий Петрович умер.
Среди детей Рязанцевых особых высот достиг сын Пётр Григорьевич Резанцев. Десятки лет он состоял членом Уфимского губернского статистического комитета и Комитета губернского музея, служил мировым посредником в Уфимском уезде, непосредственно занимался делами крестьян. С 1890-х годов П. Г. Резанцев — секретарь Уфимской уездной земской управы.